# راؤول بالما
راؤول بالما (بالإسبانية: Raúl Palma)‏ (16 أبريل 1950 في المكسيك - ) هو لاعب كرة سلة مكسيكي في مركز مدافع مسدد الهدف، شارك في بطولة كأس العالم لكرة السلة 1974 وبطولة كأس العالم لكرة السلة 1967 ودورة الألعاب الأمريكية 1967.

## وصلات خارجية
- راؤول بالما على موقع الاتحاد الدولي لكرة السلة (الإنجليزية)